# Matti Karppanen
Matti Karppanen, född 19 oktober 1873 i Kuhmoniemi, död 28 januari 1953 i Kuopio, var en finländsk målare.
Karppanen erhöll undervisning av Ferdinand von Wright och studerade 1892–1893 vid Centralskolan för konstflit. Han målade enbart fågelmotiv och ställde ut första gången 1896. Större delen av sitt liv levde han i Haminanlax utanför Kuopio och verkade även som fågelkonservator.
Han är representerad med oljemålningen Vildgäss vid Finlands Nationalgalleri.